# La señora Cornelia
La señora Cornelia es una de las novelas cortas que contiene la obra de Miguel de Cervantes llamada "Novelas ejemplares". Reúne elementos de la novela bizantina, aunque al mismo tiempo critica implícitamente algunos aspectos de esta última.

## Sinopsis
Don Juan de Gamboa y  Don Antonio de Isunza deciden dejar sus estudios, pero al pasar por la ciudad de Bolonia en la universidad de ahí, deciden continuar sus estudios, y toda la gente los tiene como buenos mozos. Ellos escuchan mucho acerca de una damisela llamada Cornelia Bentibolli.

## Personajes
CORNELIA BENTIBOLLI: Es una joven de más o menos 18 años, de piel muy clara como el mármol, delgada, de una gran hermosura; gentil, amorosa, sentimental, honesta, es huérfana y tiene un hermano mayor que ella llamado Lorenzo Bentibolli, es de una familia muy renombrada, y es una chica que vive en el encierro ya que su hermano lo dispone de esa manera. 
ALFONSO DE ESTE: llamado también Duque de Ferrara, es el enamorado de Cornelia Bentibolli, un hombre muy guapo y muy rico, es amoroso con Cornelia, de carácter fuerte y muy persistente. 
DON JUAN DE GAMBOA: Un joven muy bien parecido, español, de no más de 26 años de edad, estudiante de universidad es guapo, valiente, buen estudiante, confiable, un muy buen amigo y noble. 
DON ANTONIO DE ISUNZA: Tiene aproximadamente 24 años de edad, de origen español, es amable, buen mozo, reconocido al igual que su amigo Juan de Gamboa, estudiante de universidad, leal y fiel. 